# Александровка (Яловенский район)
Алекса́ндровка (рум. Alexandrovca) — село в Яловенском районе Молдавии. Наряду с сёлами Гангура, Хомутяновка и Мисовка входит в состав коммуны Гангура.

## География
Село расположено на высоте 40 метров над уровнем моря.

## Население
По данным переписи населения 2004 года, в селе Александровка проживает 759 человек (377 мужчин, 382 женщины).
Этнический состав села:
| Национальность | Число жителей | Процентный состав |
| -------------- | ------------- | ----------------- |
| болгары        | 587           | 77.34             |
| молдаване      | 120           | 15.81             |
| украинцы       | 27            | 3.56              |
| русские        | 16            | 2.11              |
| гагаузы        | 7             | 0.92              |
| румыны         | 1             | 0.13              |
| прочие         | 1             | 0.13              |
| Всего          | 759           | 100 %             |